# هاغسيد (رواية)
هاغسيد (بالإنجليزية: Hag-Seed) هي رواية للكاتبة الكندية مارغريت آتوود، نشرت عام 2016، عن دار نشر راندوم هاوس.